# El Puig de Santa Maria
Puig är en kommunhuvudort i Spanien.   Den ligger i provinsen Província de València och regionen Valencia, i den östra delen av landet, 300 km öster om huvudstaden Madrid. Puig ligger 13 meter över havet och antalet invånare är 7 851.
Terrängen runt Puig är platt åt sydost, men åt nordväst är den kuperad. Havet är nära Puig åt sydost. Närmaste större samhälle är Valencia, 14,6 km söder om Puig. 